# Критянки (Эсхил)
«Критянки» — трагедия древнегреческого драматурга Эсхила (первая половина V века до н. э.) на сюжет, взятый из критского мифологического цикла, — об исчезновении сына Миноса Главка. Её текст почти полностью утрачен.

## Сюжет и судьба пьесы

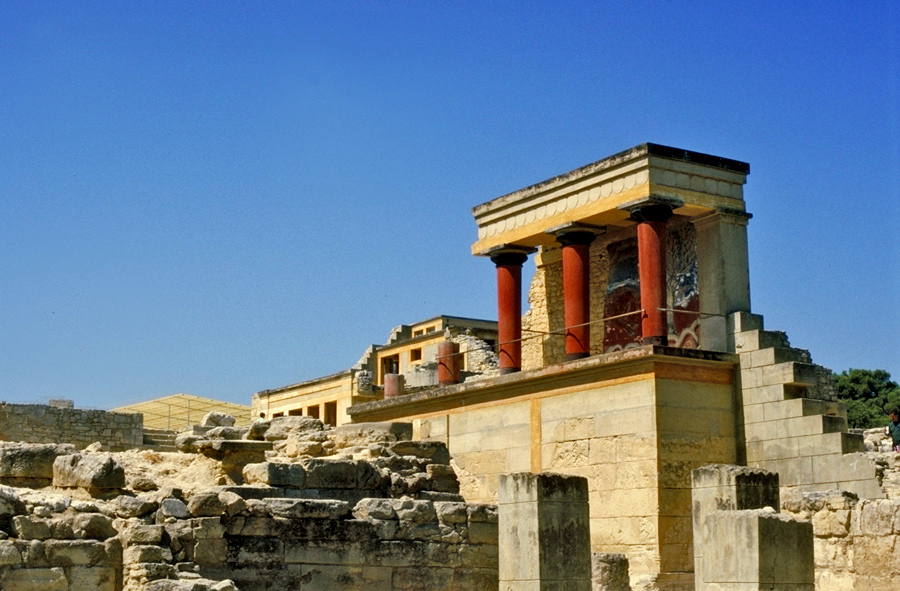
Дворец Миноса в Кноссе

Сюжетной основой трагедии стал один из мифов критского цикла. Сын царя Миноса Главк упал в бочку с мёдом и утонул, причём его долго не могли найти. Наконец, был получен оракул, гласивший: царевича найдёт тот, кто подберёт сравнение для последнего чудесного существа на Крите. Речь шла о телёнке из царского стада, который утром был белым, днём красным, а вечером чёрным. Ответ нашёл Полиид, сравнивший телёнка с терновником: «На нём в одну и ту же пору ягоды // И белые, и чёрные, и красные». После этого Полиид обнаружил тело Главка и смог его оживить.
Эсхил всегда объединял свои пьесы в тетралогии, но в какой цикл он включил «Критянок», неизвестно. Исследователи относят эту трагедию к условному циклу «Драмы о старших героях» вместе с «Афамантом», «Сизифом-беглецом», «Иксионом» и другими пьесами. Текст «Критянок» практически полностью утрачен, сохранился только один короткий фрагмент, в котором Полиид сравнивает телёнка с терновником.
Пьеса с таким названием есть и у Еврипида (поставлена в 438 году до н. э.), но в ней совсем другой сюжет.